# Soledad Mallol
 (mars 2019).
Si vous disposez d'ouvrages ou d'articles de référence ou si vous connaissez des sites web de qualité traitant du thème abordé ici, merci de compléter l'article en donnant les références utiles à sa vérifiabilité et en les liant à la section « Notes et références ».
Mallol  Franco est un nom espagnol. Le premier nom de famille, en général paternel, est Mallol ; le second, en général maternel, souvent omis, est Franco.
Soledad Mallol Franco, née à Madrid le 6 février 1965, est une actrice espagnole.
Elle a été très populaire pour son rôle de Marina dans la série Escenas de matrimonio.

## Cinéma
- 1988 : Miss Caribe de Fernando Colomo

## Télévision
- Escenas de matrimonio[1]